# Ruiny kościoła św. Stanisława w Żarkach
Ruiny kościoła św. Stanisława, biskupa męczennika w Żarkach – ruiny kościoła barokowego z II poł. XVIII w.
Kościół zbudowany został przed rokiem 1782 z łamanego kamienia wapiennego, na wzgórzu Laskowiec, w miejscu przydrożnej drewnianej kaplicy. Kaplica ta wzmiankowana była w 1595, 1748 i 1763 roku, jako stojąca przy ważnym trakcie handlowym prowadzącym z Krakowa do Częstochowy.
Świątynia od połowy XIX w. z nieznanych przyczyn znajduje się w stanie trwałej ruiny. W latach 1982–1983, dzięki członkom Towarzystwa Przyjaciół Żarek, kościół został odgruzowany oraz przeprowadzono badania archeologiczne, dzięki którym odkryto pochówki, datowane na drugą połowę XV w. W 1989 r. wypełniono ubytki murów, zabezpieczając ich koronę.
Pozostałości ścian kościoła wskazują, że była to niewielka, jednonawowa świątynia z trójbocznie zamkniętym prezbiterium. Pierwotnie posiadał trzy ołtarze i dwa wejścia. Wnętrze doświetlone było przez trzy lub cztery okna. Nawę prawdopodobnie przykrywał dach dwuspadowy, a prezbiterium – niższy dach wielospadowy.
Ruiny są ogólnodostępne, obok nich znajduje się parking, tablice informacyjne i stoły z ławkami. Z miejsca ruin doskonale widać tzw. kuestę jurajską, dającą rozległy widok na pradolinę Warty.
Co roku, 8 maja, tradycyjnie przy ruinach kościoła odbywaną się uroczystości poświęcone patronowi św. Stanisławowi oraz odprawiana jest msza święta.

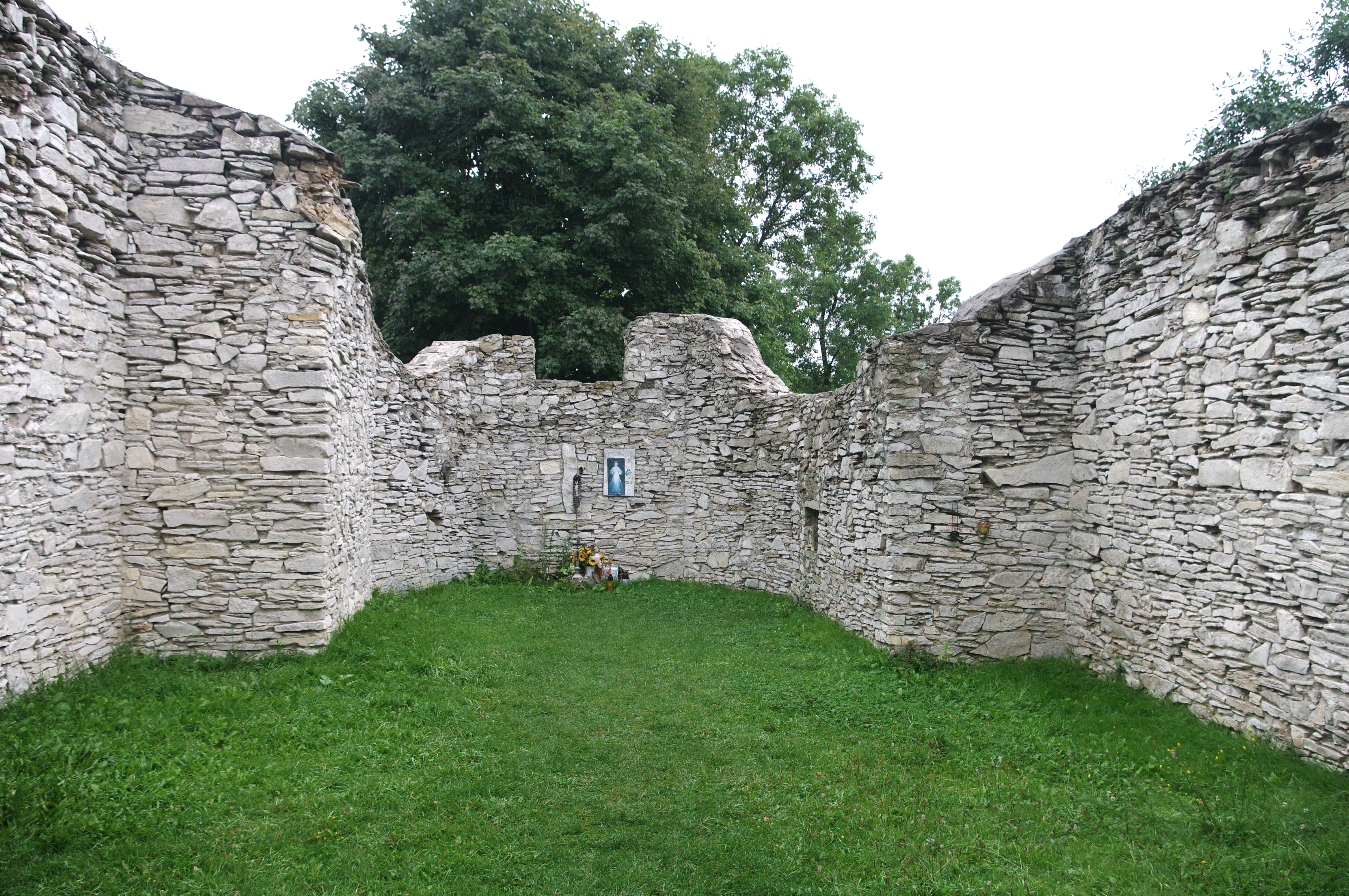
Ruiny kościoła św Stanisława w Żarkach – wnętrze